# Калифорнийская большеголовая акула
Калифорнийская большеголовая акула (лат. Cephalurus cephalus) — малоизученный и единственный описанный вид рода большеголовых акул (Cephalurus), семейство кошачьих акул (Scyliorhinidae). Эта маленькая акула обитает на внешнем континентальном шельфе. Внешне она напоминает головастика. Крупная голова с большими жабрами позволяет ей адаптироваться к обитанию в среде с пониженным содержанием кислорода. Размножается, откладывая яйца. Рацион составляют головоногие, ракообразные и небольшие рыбы.

## Таксономия
Первое научное описание калифорнийской большеголовой акулы под названием Catulus cephalus было опубликовано в 1892 году американским ихтиологом Чарльзом Генри Гилбертом в научном издании «Proceedings of the United States National Museum». Описываемый экземпляр представлял собой взрослого самца длиной 24 см, пойманного у берегов острова Кларион (группа островов Ревилья-Хихедо). В 1941 году Генри Бигелоу и Вильям Шрёдер создали для этого вида отдельный род большеголовых акул Cephalurus. Возможно существование неописанных видов большеголовых акул у берегов Панамы, Чили и Перу, которые мало отличаются от калифорнийской большеголовой акулы по размеру и внешнему виду. Название рода происходит от слов греч. κεφάλι — «голова» и др.-греч. αἴλουρος — «кот». Видовой эпитет происходит от слова греч. κεφάλι — «голова».
На основании морфологических и филогенетических данных считают, что калифорнийская большеголовая акула образует единую кладу наряду с австралийскими пятнистыми кошачьими акулами, кошачьими акулами-парматурусами, пилохвостами и чёрными кошачьими акулами. Однако некоторые авторы не согласны с наличием взаимосвязи внутри группы; молекулярные исследования поддерживают предположение о родстве головастых акул и кошачьих акул-парматурусов.

## Ареал и среда обитания
Калифорнийские большеголовые акулы обитают от Калифорнийского залива до Нижней Калифорнии на глубине 155—937.

## Описание
Головастая калифорнийская акула получила своё название благодаря специфической форме тела, напоминающей головастика: у неё очень крупная голова и жаберная зона при тонком, цилиндрическом теле, сужающемся к хвосту. Голова широкая, приплюснутая и округлая, её длина составляет 1/3 от общей длины тела. Морда очень короткая и тупая. Ноздри широко расставлены и обрамлены кожными складками. По углам рта имеются борозды, которые закручиваются к верхней и к нижней челюсти. Зубы широко расставлены, имеют по одному центральному острию и 1—3 боковых зубцов. На языке и нёбе имеются многочисленные сосочки; внутри рта лежит светлая мембрана. Глаза крупные, овальной формы. Пять пар жаберных щелей отчётливо видны и изогнуты в виде арки в сторону головы.
У калифорнийских большеголовых акул очень мягкое, почти желеобразное тело. В отличие от прочих кошачьих акул первый спинной плавник сдвинут вперед относительно брюшных плавников существенно больше второго. Второй спинной плавник по длине почти равен первому спинному плавнику и лишь немного уступает ему по высоте. Он расположен над анальным плавником. Длина грудных плавников почти в 2 раза превышает их ширину, их основание расположено под четвёртой жаберной щелью. Анальный плавник крупнее второго спинного плавника. Хвостовой плавник имеет хорошо развитую нижнюю лопасть и небольшую вентральную выемку у кончика верхней лопасти. Кожа тонкая, неплотно покрыта плакоидными чешуйками чередующимися с более узкими, напоминающими щетину, кожными зубцами, плотность которых увеличивается на спине. Окрас ровного серо-коричневого цвета, иногда края плавников имеют светлую окантовку. Глаза переливающегося зелёного цвета. Длина взрослых акул в среднем составляет 24 см. Максимальная длина 28 см.

## Биология и экология
Крупная голова и жаберная область дают основание предположить, что эти акулы приспособлены для обитания на большой глубине, где в воде мало растворённого кислорода. Рацион в основном состоит из ракообразных и рыб. Этот вид размножается бесплацентарным живорождением. Новорождённые длиной около 10 см появляются на свет каждое лето. Самки имеют два функциональных яичника и вынашивают пару тонкостенных капсул (по одному в каждом яйцеводе) внутри своего тела до родов. У самцов половая зрелость наступает при длине 19 см, а у самок 24 см.

## Взаимодействие с человеком
Иногда эти акулы в качество прилова попадаются в сети, но большая глубина, на которой они обитают, в некоторой степени служит им защитой. Данных для оценки статуса сохранности этого вида недостаточно.